# Đường hầm sông Thames

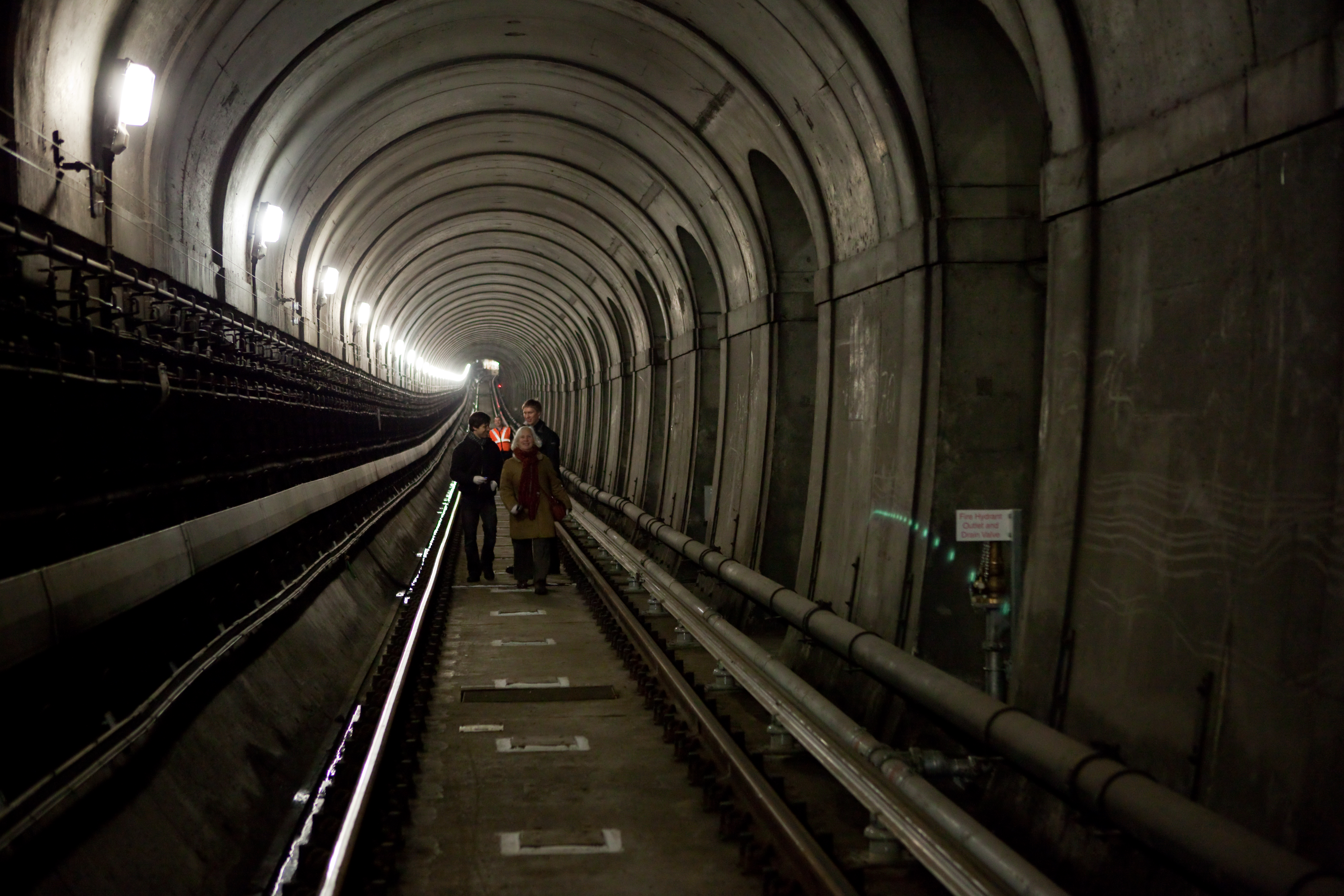
Thames Tunnel walk

Đường hầm sông Thames (tiếng Anh: Thames Tunnel) là một đường hầm dưới nước, được xây dựng bên dưới sông Thames ở Luân Đôn, Vương quốc Anh, kết nối Rotherhithe và Wapping. Nó rộng 11 m, cao 6 m và dài 396 m, nằm ở độ sâu 23 m bên dưới bề mặt của sông (đo khi thủy triều lên). Đây là đường hầm đầu tiên được biết đến thành công đã được xây dựng bên dưới một con sông tàu bè lưu thông được, và được xây dựng giữa năm 1825 và 1843 bằng cách sử dụng công nghệ đào hầm bằng khiên đào của Cochrane Thomas và Marc Isambard Brunel mới được phát minh, bởi ông và con trai Isambard Kingdom Brunel.
Đường hầm ban đầu được thiết kế cho xe ngựa, nhưng không bao giờ được có xe ngựa chạy và ngày nay là một phần của mạng lưới đường sắt trên mặt đất tại London.